# ميغان ذا ستاليون
ميغان جوفون روث بيت (بالإنجليزية: Megan Jovon Ruth Pete) (من مواليد 15 فبراير 1995-)، معروفة باسم ميغان ذا ستاليون (بالإنجليزية: Megan Thee Stallion)، هي مغنية راب ومغنية وممثلة وكاتبة أغاني أمريكية، أطلقت أول أسطوانة مطولة لها "Tina Snow " في يونيو 2018، ولاحقًا وقعت مع شركة 300 Entertainment في نوفمبر 2018، مما جعلها أول مغنية راب في الشركة.
في عام 2020، انتشرت أغنيتها «سافج» الفردية على تطبيق وسائل التواصل الاجتماعي تيك توك ووصلت إلى المرتبة الأولى على مخطط بيلبورد هوت 100 بعد ذلك أصدرت ريمكس للأغنية مع المغنية بيونسيه. وقد فازت ميغان بجائزتي جوائز بيت هيب هوب، جوائز إم تي في الأغاني المصورة وجائزة بيلبورد المرأة في الموسيقى.

## حياتها
ولدت ميغان جوفون روث بيت في 15 فبراير 1995 في مقاطعة بيكسار، تكساس ونشأت في حي ساوث بارك في هيوستن ، والدتها تدعى هولي توماس، انتقلت ميغان ووالدتها في نهاية المطاف إلى بيرلاند، تكساس، إحدى ضواحي هيوستن عندما كانت في الرابعة عشرة من عمرها، وعاشت هناك حتى الثامنة عشرة من عمرها.
بدأت ميغان في كتابة موسيقى الراب الخاصة بها في سن 16 عامً، عندما كشفت لوالدتها أنها ترغب في دخول مجال موسيقى الراب، طلبت والدتها هولي من ميغان الانتظار حتى تبلغ من العمر 21 عامًا لمتابعة مسيرتها في موسيقى الراب، صرحت والدتها، على الرغم من إعجابها بمهارات موسيقى الراب التي كانت في ابنتها، مع ذلك أن كلماتها كانت توحي للغاية بصغر سنها.
في عام 2013، ظهر مقطع لها وانتشر بشكل كبير، حيث كانت تظهر ميغان وهي تقاتل ضد خصومها الذكور في «سايفر» بينما كانت طالبة في جامعة "Prairie View A&M"، ساعد الفيديو ميغان في الحصول على حضور رقمي أكبر ومتابعون أكثر على وسائل التواصل الاجتماعي ،  حصلت على المعجبين من خلال نشر موسيقى «النمط الحر» (FreeStyle) على إنستغرام،  تبنت اسم«ميغان ذا ستاليون» لأنها كانت تسمى بالفحل (stallion) أثناء فترة المراهقة بسبب طولها 5'10 وجمالها.
بعد ان تركت الدراسة لفترة، استأنفت دراستها في جامعة تكساس الجنوبية في الإدارة الصحية، حيث كانت طالبة في السنة الثالثة اعتبارًا من عام 2019.

## مسيرتها المهنية
في عام 2016، أصدرت أول شريط منوع لها بعنوان "Rich Ratchet"، وأول أغنية فردية لها "Like a Stallion" من إنتاج "TA"، في العام التالي أطلقت أول أسطوانة مطولة لها بعنوان " Make It Hot" ، هناك أغنية واحدة من الألبوم تدعى"Last Week in H TX" حصلت على 4 ملايين مشاهدة على اليوتيوب.
في أوائل عام 2018، وقعت ميغان ذا ستاليون مع شركة "1501 Certified Entertainment"، وهي شركة مستقلة في هيوستن مملوكة من قبل لاعب البيسبول السابق كارل كروفورد  ثم غنت في مسرح SXSW في مارس 2018 ، في يونيو من ذلك العام، أطلقت أول أسطوانة مطولة لها "Tina Snow" ، ذكرت في مقابلة مع Mic.com، إنها لا تخشى الحديث عن الحياة الجنسية، ولا تشعر بأنها محاصرة من بين الانقسام «الذكي» أو «الغريب»، حصد "Tina Snow" على اراء إيجابية من النقاد.
في عام 2019، أصدرت الأغنية الفردية "Big Ole Freak" من ألبومها المصغر "Tina snow"، كما قامت بتصوير فيديو موسيقي للأغنية ، الأغنية الفردية الثانية من الالبوم تدعى "Is it Love This Time" ، في 15 أبريل، 2019، حققت ميغان أول دخول لها على قائمة بيلبورد هوت 100 في المرتبة 99 مع أغنيتها الفردية " "Big Ole Freak" ارتفعت مرتبة الاغنية لاحقا ووصلت إلى المرتبة 65.
اصدر ثانٍ شريط منوعات كامل لها بعنوان " Fever "، في 17 مايو 2019، وتلقى الألبوم استقبال إيجابي بشكل عام من نقاد الموسيقى.
في 21 مايو 2019، أصدرت الفيديو الموسيقي للاغنية الافتتاحية من الالبوم "Realer"، وهو مستوحى من أسلوب أفلام (blaxploitation) ، في يوليو 2019، أصدر تشانس ذا رابر ألبومه الاستوديو الأول The Big Day حيث تعاون مع ميغان في أغنية "Handsome".
في 9 أغسطس، 2019، أصدرت ميغان أغنية "Hot Girl Summer"، التي تضم مغنية الراب الأمريكية نيكي ميناج والمغني تاي دولا ساين ، تصدرت الاغنية قائمة رولينغ ستون 100 ووصلت إلى المرتبة 11 في بيلبورد هوت 100، لتصبح أعلى أغنية من ناحية المرتبة لميغان في القائمة حتى الآن.
في سبتمبر 2019، وقعت ميغان اتفاقية إدارة مع روك نيشن ، في ديسمبر عرضت في حفل "NPRTiny Desk Concert"، في يناير 2020، أصدرت ميغان أغنية “Diamonds” كأغنية لسلسة فيلم بيردز اوف بري.

## كفنانة
ميغان معروفة بثقتها وحساسيتها وأغانيها الصريحة  ، وهي تقدم حياتها الجنسية من خلال كلماتها ومقاطع الفيديو وعروضها المباشرة في الحفلات ،
في مقابلة مع موقع Pitchfork ، قالت ميغان: "لا يتعلق الأمر فقط بكوني مثيرة، بل ان اكون وثقة من نفسي وواثقة من حياتي الجنسية."
في مقابلة مع رولينغ ستون، ذكرت: «لا أشعر أننا سبق أن حصلنا على مغنية راب بأسلوب قوي من هيوستن أو تكساس. لذا انا أتيت من هُناك.»
تأثرات بفنانيين مثل بيمب سي، ليل كيم، بيجي سمولز، وثلاثة 6 مافيا.

## الحياة الشخصية
توفيت والدة ميغان، هولي توماس، في مارس 2019 من ورم في المخ طويل الأمد (توفيت جدتها في نفس الشهر). فقد قررت ميغان ذا ستاليون دراسة الإدارة الصحية وساعدت أيضًا في تعزيز رغبتها في إنشاء مرافق للعيش للمساعدة في مسقط رأسها في هيوستن، تكساس  ، وفقًا لمقابلة أجرتها ميغان في 2019، فإن ميغان بصدد لكتابة فيلم رعب.

## روابط خارجية
- ميغان ذا ستاليون على موقع IMDb (الإنجليزية)
- ميغان ذا ستاليون على موقع ميتاكريتيك (الإنجليزية)
- ميغان ذا ستاليون على موقع روتن توميتوز (الإنجليزية)
- ميغان ذا ستاليون على موقع ألو سيني (الفرنسية)
- ميغان ذا ستاليون على موقع ميوزك برينز (الإنجليزية)
- ميغان ذا ستاليون على موقع أول ميوزيك (الإنجليزية)
- ميغان ذا ستاليون على موقع ديسكوغز (الإنجليزية)
- ميغان ذا ستاليون على موقع قاعدة بيانات الفيلم (الإنجليزية)